# Lepidura
Lepidura is een geslacht van insecten uit de orde vliesvleugeligen (Hymenoptera) en de familie Ichneumonidae.

## Soorten
- L. abbreviata Dasch, 1974
- L. callaina Dasch, 1974
- L. collaris Townes, 1971
- L. improcera Dasch, 1974
- L. mallecoensis Dasch, 1974
- L. olivacea Dasch, 1974
- L. rubicunda Dasch, 1974
- L. tenebrosa Dasch, 1974
- L. tuberosa Dasch, 1974
- L. variegata Dasch, 1974
- L. viridis Dasch, 1974